# Hawija
Hawija (en arabe : الحويجة) est une ville située en Irak. Elle est située dans la province de Kirkouk. Sa population est d'environ 100 000 habitants.

## Histoire

### Seconde guerre civile irakienne
En juin 2014, Hawija et des localités voisines, comme Rashad, Riyadh, Abbasi et Zab, sont prises (en) par l'organisation djihadiste État islamique en Irak et au Levant (Daech). Cette dernière implante dans la ville un site de production de voitures piégées, qui est détruit par un bombardement de l'armée de l'air néerlandaise dans la nuit du 2 au 3 juin 2015. L'incident entraîne la mort d'au moins 85 civils, presque tous tués par l'explosion des explosifs stockés dans l'usine. À la suite de la reconquête de la vallée du Tigre à l'été 2016, Hawija devient le centre d'une poche encore contrôlée par Daech. Le 21 septembre 2017, l'armée irakienne déclenche une opération militaire dans le but de libérer la zone. Le 4 octobre suivant, les forces irakiennes entrent dans Hawija. Le 5 octobre, Hawija est entièrement sous le contrôle de l'armée,. 